# روهان هوفمان
روهان هوفمان (بالإنجليزية: Rohan Hoffmann)‏ هو حكم اتحاد الرغبي ‏ أسترالي، ولد في 14 يناير 1972 في بريزبان في أستراليا.

## وصلات خارجية
- روهان هوفمان عل موقع إسبنسكروم (الإنجليزية)